# Phyllachora escalloniae
Phyllachora escalloniae är en svampart som beskrevs av Pat. 1891. Phyllachora escalloniae ingår i släktet Phyllachora och familjen Phyllachoraceae.   Inga underarter finns listade i Catalogue of Life.